# Laxe das Rodas
Die Petroglyphen von Laxe das Rodas gehören zu den in der Region häufigen Felsritzungen und liegen bei Muros, im Süden der Halbinsel Louro, in Galicien in Spanien.
Die Petroglyphen von Laxe das Rodas bestehen aus in den Granit von Felsaufschlüssen gearbeiteten Spiralen, Schälchen und konzentrischen Kreisen, oft außen von einer Ringpunktierung umgeben. Zwei der konzentrischen Kreise haben mittig tiefe Schälchen, von denen aus nach außen Rillen abgehen.

Laxe das Rodas
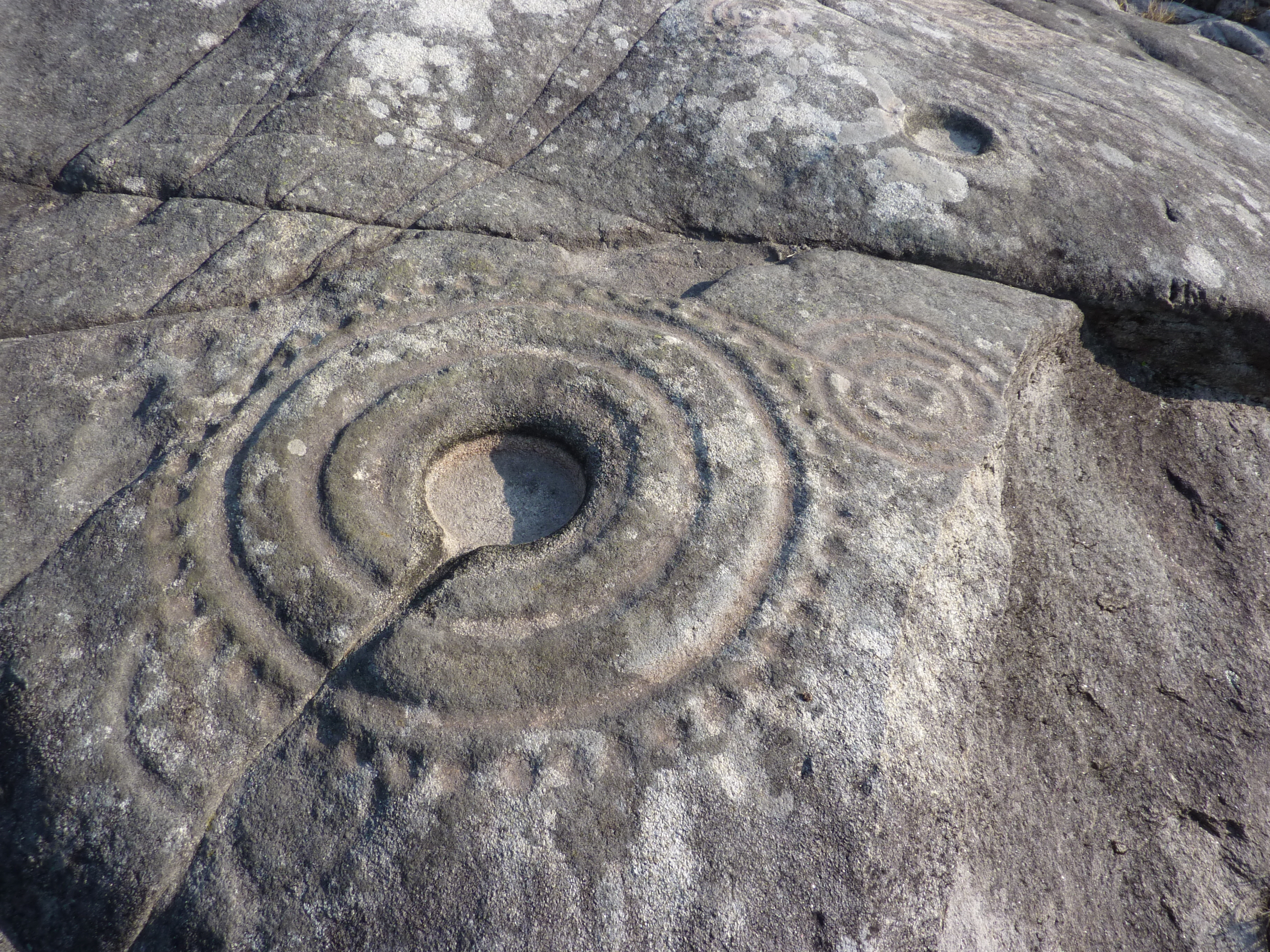
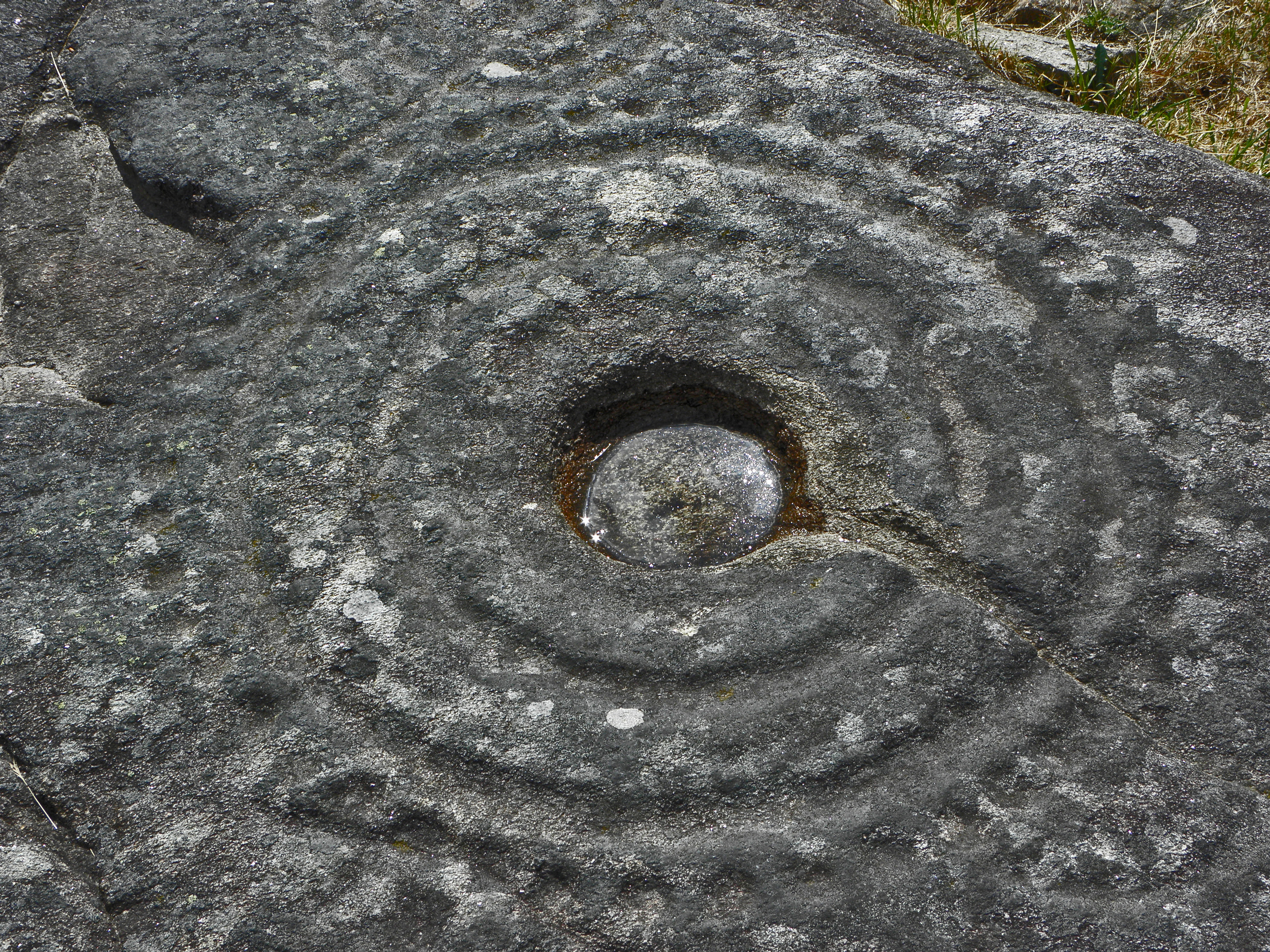
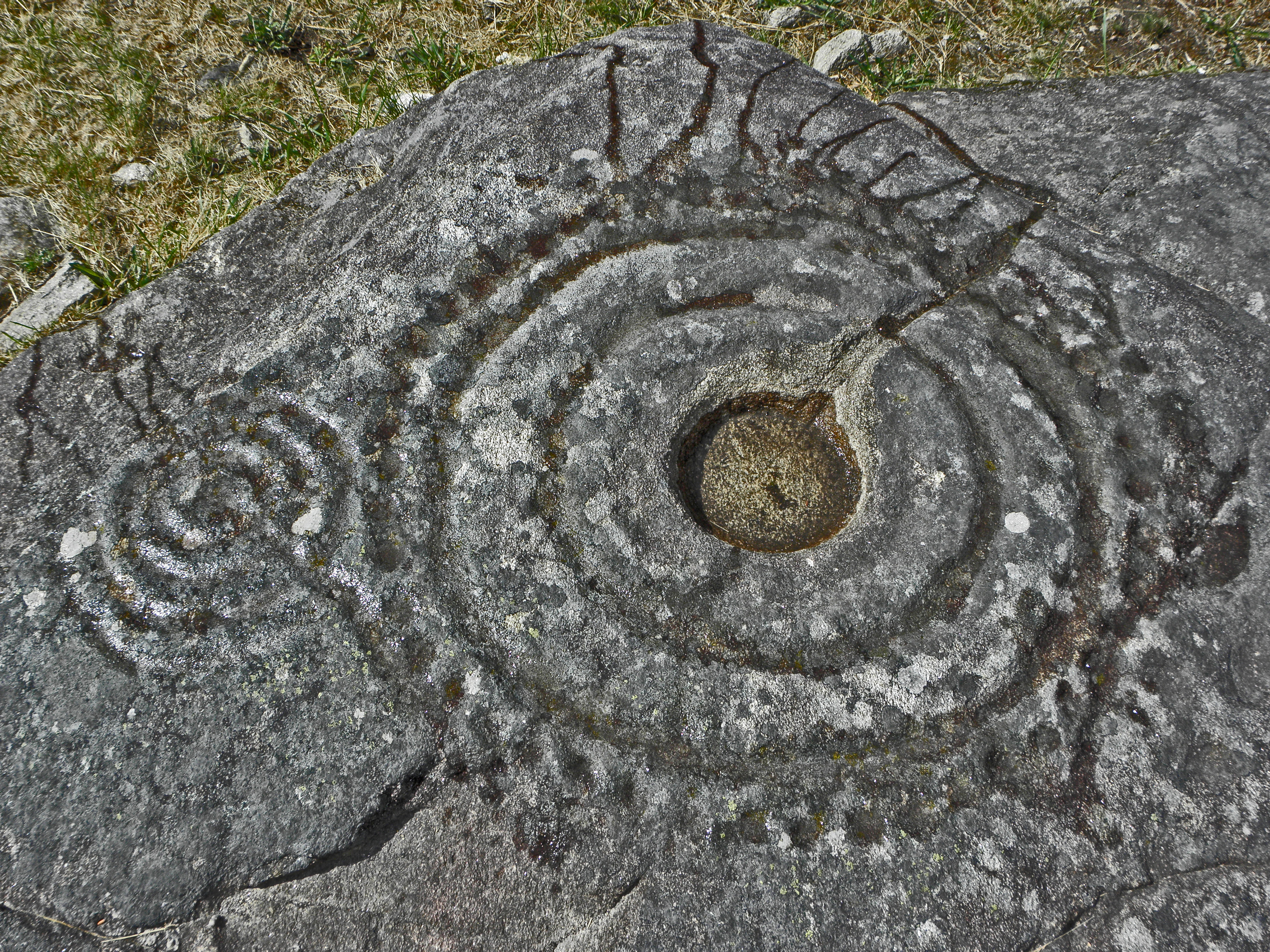